# Facel Vega FV3 et FV3B
La Facel-Vega FV3 puis FV3B est une voiture française de Grand Tourisme produite par la société Facel  entre 1956 et 1958.
Elle poursuit l’évolution de la série des coupés FVS démarrée en 1954.

## Historique
La FV3 dont la production démarre en novembre 1956, se distingue du modèle précédent par une nouvelle calandre avec grille centrale plus fine et des grilles de côté élargies avec une barre médiane. La face avant dispose de gros projecteurs superposés sans enjoliveur.
Le moteur Chrysler V8 de 4,5 litres (277ci) développe une puissance (à la baisse) de 200 ch réels[réf. nécessaire].
Un seul cabriolet est construit par l’usine sur la base de la FV3[réf. nécessaire].
En mars 1957, le modèle évolue et prend l’appellation FV3B. L’apparence est semblable mais la caisse est élargie et légèrement plus longue. La cylindrée du moteur est augmentée à 4,9 litres (301ci) pour 253 ch réels[réf. nécessaire].
Le modèle disparaît du catalogue en juin 1958 au profit de la HK 500.
Le 4 janvier 1960, Albert Camus trouve la mort dans un accident de voiture à bord d'une FV3B conduite par Michel Gallimard.